# 宋治民
宋治民（1912年—1988年），男，河南固始人，中华人民共和国军事人物，中国人民解放军少将，曾任江苏生产建设兵团副政治委员，浙江省军区顾问。